# Gare de Juvisy
La gare de Juvisy est une gare ferroviaire française des lignes de Paris-Austerlitz à Bordeaux-Saint-Jean et de Villeneuve-Saint-Georges à Montargis, située sur le territoire de la commune de Juvisy-sur-Orge, et sur celui de la commune d'Athis-Mons pour une bonne part des installations du triage, dans le département de l'Essonne, en région Île-de-France.
Mise en service en 1843 par la Compagnie du chemin de fer de Paris à Orléans (PO), elle devient au début des années 1860 une gare commune du PO et de la Compagnie des chemins de fer de Paris à Lyon et à la Méditerranée (PLM), avec création d'une gare marchandises. Dans les années 1880, s'y ajoutent les trains de la ligne de la grande ceinture de Paris, ce qui nécessite l'ouverture du triage de Juvisy. Durant la première moitié du XXe siècle, les trafics voyageurs et marchandises continuent leur progression jusqu'à l'anéantissement du triage par des bombardements en 1944. Ensuite, le trafic voyageurs prend le dessus sur celui des marchandises ; le triage est fermé en 1986, et un projet de refonte de la gare voyageurs émerge au début du XXIe siècle.
Elle constitue un carrefour ferroviaire majeur de la banlieue sud de Paris. Elle est en 2021, la gare ferroviaire la plus fréquentée de France (hors gares parisiennes) avec 41 millions de passagers. C'est une gare de la Société nationale des chemins de fer français (SNCF), desservie par les trains des lignes C et D du RER, ainsi que par le réseau Ouigo Train Classique.

## Situation ferroviaire
Établie à 37 mètres d'altitude, la gare de bifurcation de Juvisy est située :
- au point kilométrique (PK) 19,038 de la ligne de Paris-Austerlitz à Bordeaux-Saint-Jean, entre les gares d'Athis-Mons et de Savigny-sur-Orge[1] ;
- au PK 21,129 de la ligne de Villeneuve-Saint-Georges à Montargis, entre les gares de Vigneux-sur-Seine et de Viry-Châtillon ;
- et au PK 91,910 de la ligne de la grande ceinture de Paris, entre les gares d'Athis-Mons et de Savigny-sur-Orge.

Carrefour ferroviaire majeur de la banlieue sud de Paris, Juvisy est la plus grande gare francilienne en nombre de voies (hors Paris intra-muros), avec treize voies dont douze à quai.

## Histoire
La Compagnie du chemin de fer de Paris à Orléans (PO) met en service la ligne de Paris à Corbeil, le 20 septembre 1840.
La ligne passe par Juvisy où la bifurcation vers Étampes et Orléans, en construction, impose l'ouverture d'une gare que la compagnie n'avait pas prévue à l'origine. En 1841, Désiré Dalloz, qui dispose d'une maison à proximité, sur la commune de Draveil, cède une partie de son terrain pour la réalisation d'un chemin d'accès pour la nouvelle gare de Juvisy.

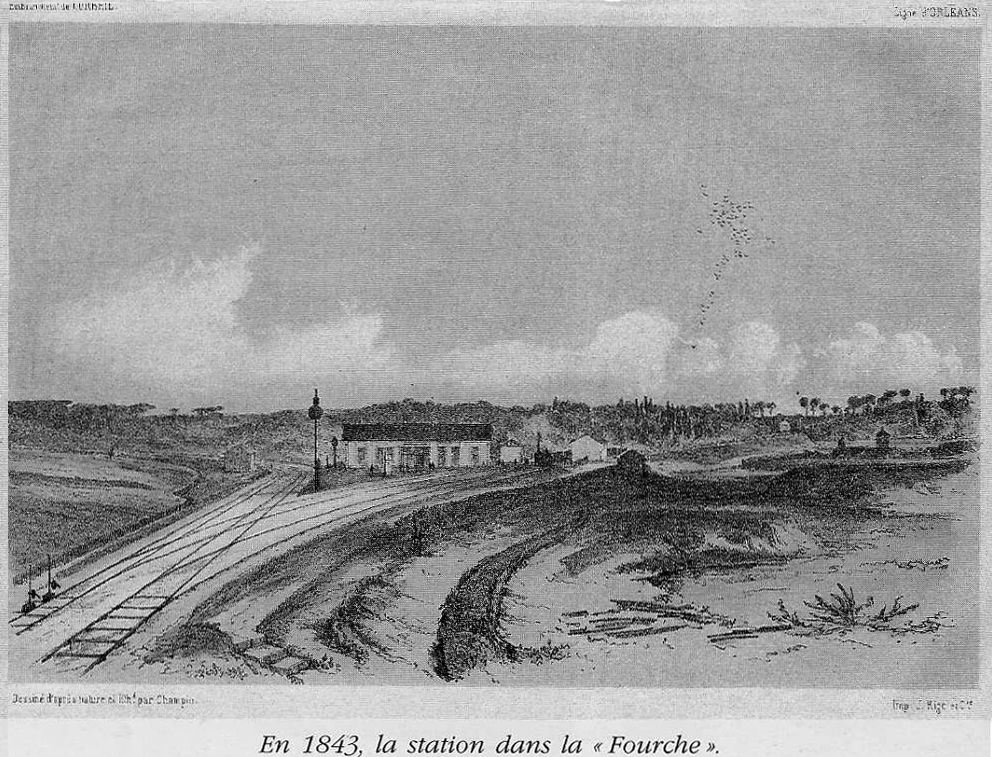
La gare provisoire en 1843.

Bien qu'il y ait sans doute eu déjà un baraquement pour gérer la bifurcation pendant les travaux de construction de la ligne, la compagnie, dans son assemblée générale du 6 octobre 1842, indique qu'il est prévu la construction d'une station à Juvisy « au point de bifurcation des deux lignes de Corbeil et d'Orléans ».
Les 102 kilomètres de la ligne d'Orléans, depuis Juvisy, sont mis en service le 5 mai 1843 par la compagnie du PO. La station de Juvisy est officiellement mise service le 10 juin 1843 avec un bâtiment provisoire en bois édifié en travers des deux branches de la bifurcation.
En 1846 – 1847, le bâtiment provisoire est détruit pour être remplacé par une construction en maçonnerie, due à Adolphe Jullien, ingénieur des travaux de la compagnie.
Le nombre des dessertes de la gare continue à progresser ; en 1850, il y a quotidiennement plus de 14 arrêts de trains dans chaque sens. Pour rejoindre ou revenir de Paris, il faut 27 minutes par un train direct et 44 minutes par un omnibus.
En 1851, la commune compte 409 habitants, ce qui marque une baisse démographique par rapport à 1846 (444 h), l'arrivée du chemin de fer a eu un impact négatif sur les commerces du village qui n'est pas situé à proximité de la station. Certains métiers traditionnels comme « maître de poste » disparaissent et la création sur le bord de la Seine du « hameau de la station », qui compte 25 habitants et quatre maisons, ne compense pas encore.
En 1857, la Compagnie du chemin de fer de Paris à Orléans (PO) et à la nouvelle Compagnie des chemins de fer de Paris à Lyon et à la Méditerranée (PLM), lesquelles, après de complexes négociations incluant l'État, signent un accord le 11 avril 1857, confirmé par le décret du 19 juin. Cet accord concerne, entre autres, l'attribution au PLM de l'embranchement de Juvisy à Corbeil, dont le transfert d'une compagnie à l'autre est prévu lors de la mise en service de la section de Corbeil à Nevers, et à terme une gestion commune de la gare par les deux compagnies. Le 21 septembre 1861, elles signent une convention qui repousse le transfert de l'exploitation à l'ouverture du raccordement de Villeneuve-Saint-Georges à Juvisy, ou au plus tard au 1er juillet 1863.
La compagnie du PLM met en service son raccordement de Villeneuve-Saint-Georges à Juvisy le 18 mai 1863 et la compagnie du PO lui remet le même jour la ligne de Juvisy à Corbeil sur laquelle elle met en service sept trains de voyageurs desservant la gare de Juvisy où les deux lignes sont parallèles sans embranchement. Juvisy devient alors une gare d'échange entre les deux réseaux, avec la construction d'une halle en bois, pour les transbordements, édifiée à la fourche entre les deux réseaux. Dès l'année suivante, 1864, la connexion entre les réseaux est réalisée avec la création de la gare de marchandises qui permet les manœuvres des wagons et facilite les transbordements du réseau du PO à celui du PLM.

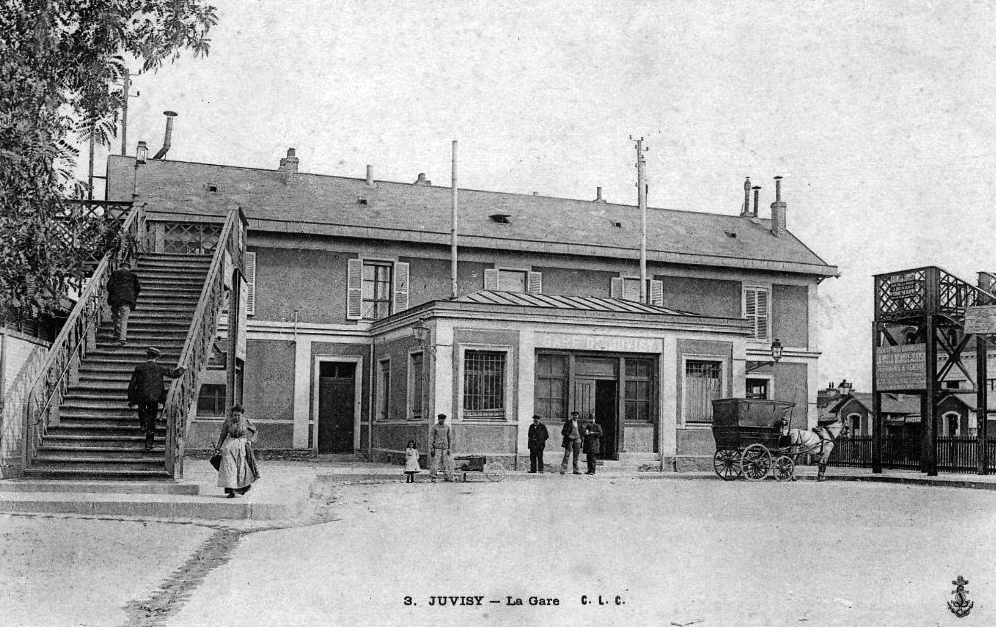
Le premier bâtiment en maçonnerie après la mise en place des passerelles.

Sur la ligne de Grande Ceinture, un service de voyageurs est assuré à partir du 16 juillet 1877, avec l'ouverture de la section de Noisy-le-Sec à Juvisy. La boucle est fermée le 1er mai 1883, lors de la mise en service du dernier tronçon entre Versailles-Chantiers et Savigny-sur-Orge.
Durant les années 1880, l'élargissement des voies du PO accroît le trafic de la gare, ce qui nécessite de nouveaux aménagements. Des travaux importants sont entrepris dans la gare marchandises pour qu'elle devienne un véritable triage, véritablement opérationnel le 1er septembre 1884. Ceci nécessite d'adapter le bâtiment voyageurs ; entre 1884 et 1888, il est agrandi pour le service et rehaussé d'un étage destiné au logement du chef de gare. On ajoute également deux passerelles métalliques au-dessus des voies, l'une débute rue d'Estienne-d'Orves et l'autre rue de Draveil. Elles aboutissent toutes les deux, par des escaliers, dans la cour de la gare. En 1894, un dépôt de locomotives, avec un atelier pour l'entretien courant et les petites réparations, est installé dans l'ancienne première halle à marchandises et en 1895 la Compagnie du PO construit à Athis-Mons des habitations permettant le logement de 350 cheminots employés sur le site de la gare de Juvisy. Le 5 août 1899, une collision meurtrière révèle les difficultés d'exploitation de ses installations.

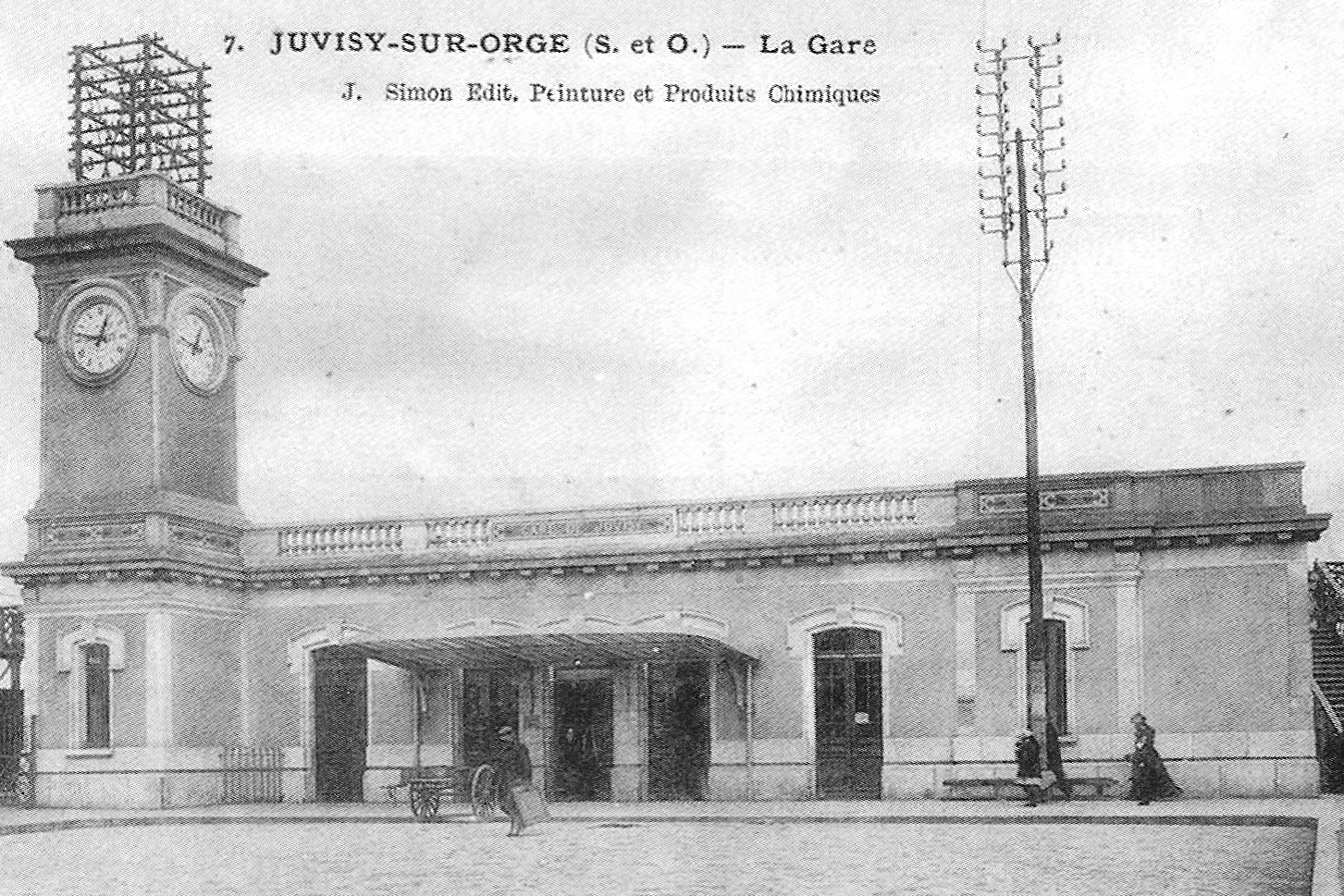
Le bâtiment construit en 1907.

Juvisy aborde les années 1900 avec 4 300 habitants. La compagnie du PO, pour améliorer le trafic de sa ligne, électrifie la section de Paris-Austerlitz à Juvisy en 1903, et quadruple les voies jusqu'à la gare de Brétigny en 1904. Cela va lui permettre d'augmenter la cadence de circulation des trains. Les passerelles qui surplombent les voies sont reliées, au niveau du bâtiment de la gare, afin de faciliter la traversée de l'emprise ferroviaire par les habitants. L'évolution rapide du site nécessite la démolition du bâtiment voyageurs, ce qui oblige à ouvrir un bâtiment provisoire pendant les travaux. Le nouvel édifice, complété par un souterrain pour l'accès aux quais, est mis en service en 1907. Il est repérable par sa tour horloge.
Le 15 mai 1939, le trafic voyageurs prend fin sur la section nord de la Grande ceinture comprise entre Versailles-Chantiers et Juvisy via Argenteuil. Par contre, il subsiste sur la section sud, entre Juvisy et Versailles via Massy - Palaiseau.
En 1944, le triage et les installations connexes vont être complètement détruits par des bombardements alliés organisés dans le cadre de la préparation du débarquement du mois de juin. Néanmoins, c'est le premier bombardement, celui de la nuit du 17 au 18 avril qui est le plus destructeur, pour les installations ferroviaires, le patrimoine bâti des villes voisines, mais aussi les habitants, notamment de Juvisy (125 tués) et d'Athis-Mons (267 tués).
Juvisy était une gare desservie par le TGV, sur la relation entre la gare de Brive-la-Gaillarde et celle de Lille-Europe. Créée en 2007, elle a été supprimée à la fin de mai 2016.
De 2014 à 2019, la gare reçoit 97 millions d'euros de travaux pour sa restructuration et sa mise en accessibilité piétonne et cycliste pour créer un pôle multimodal afin de but de faciliter les correspondances de gare qui voit transiter 70 000 voyageurs par jour et offre des correspondances avec 28 lignes de bus,,.
À l'horizon 2030, la gare devrait devenir le terminus sud de la ligne 7 du tramway d'Île-de-France.

## Fréquentation
De 2015 à 2021, selon les estimations de la SNCF, la fréquentation annuelle de la gare s'élève aux nombres indiqués dans le tableau ci-dessous.
| Année     | 2015       | 2016       | 2017       | 2018       | 2019       | 2020       | 2021       | 2022       | 2023       | 2024       |
| --------- | ---------- | ---------- | ---------- | ---------- | ---------- | ---------- | ---------- | ---------- | ---------- | ---------- |
| Voyageurs | 38 614 086 | 40 463 299 | 42 199 755 | 43 157 732 | 40 222 510 | 21 871 129 | 41 887 674 | 33 271 111 | 35 596 457 | 41 881 077 |

## Service des voyageurs

### Accueil
Gare SNCF, c'est une gare du réseau de trains de banlieue Transilien, comprenant un bâtiment voyageurs, avec guichets, ouvert tous les jours. Elle est équipée d'automates pour les achats de titres de transport Transilien et grandes lignes, et d'un système d'information en temps réel sur les horaires des trains. Elle est dotée d'aménagements pour les personnes à mobilité réduite, notamment, des ascenseurs, un guichet adapté, des bandes d'éveil de vigilance sur les quais et des boucles magnétiques. Elle dispose également d'un kiosque de presse Relay.

Les accès
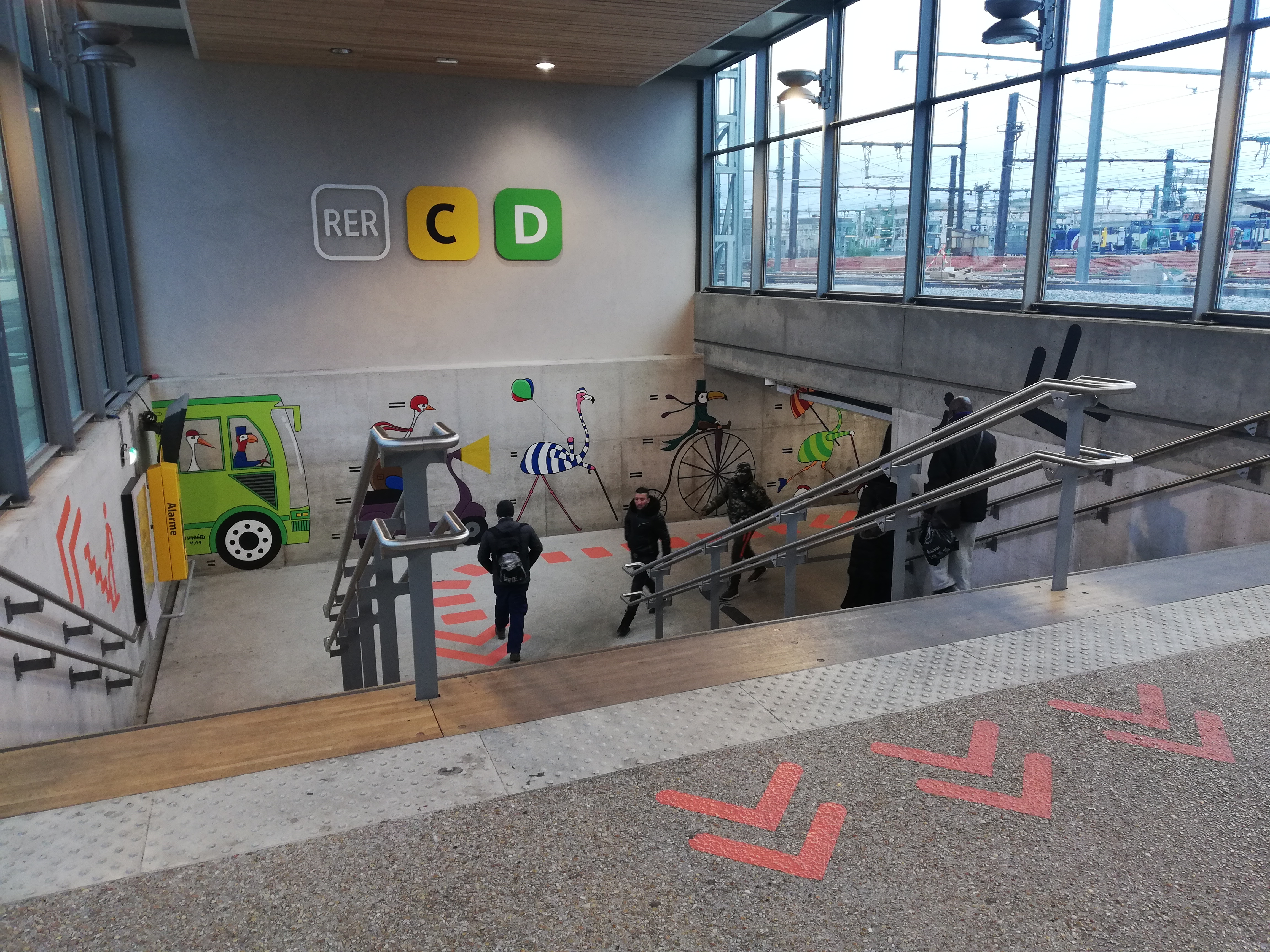
À la gare.
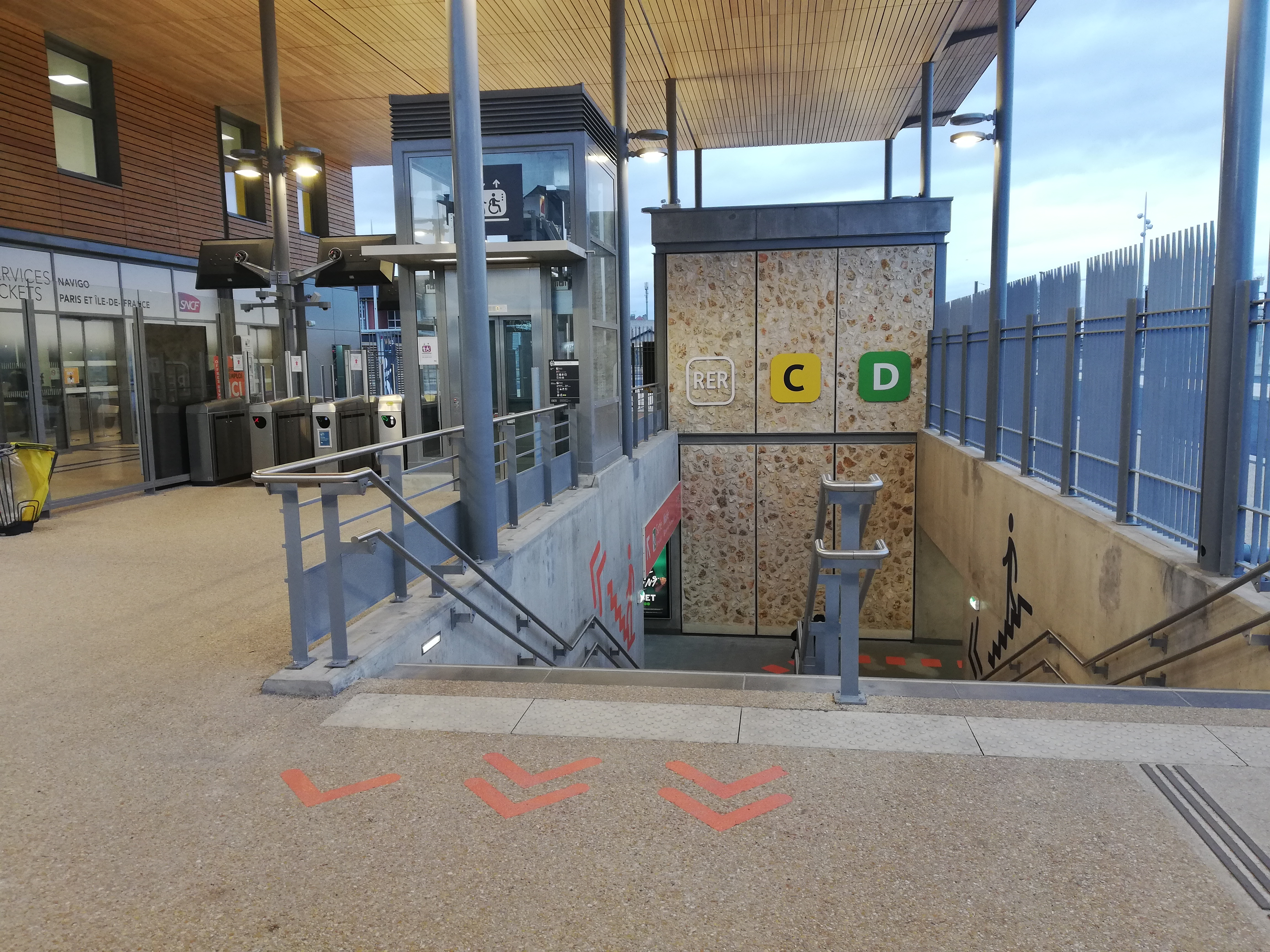
Aux quais.
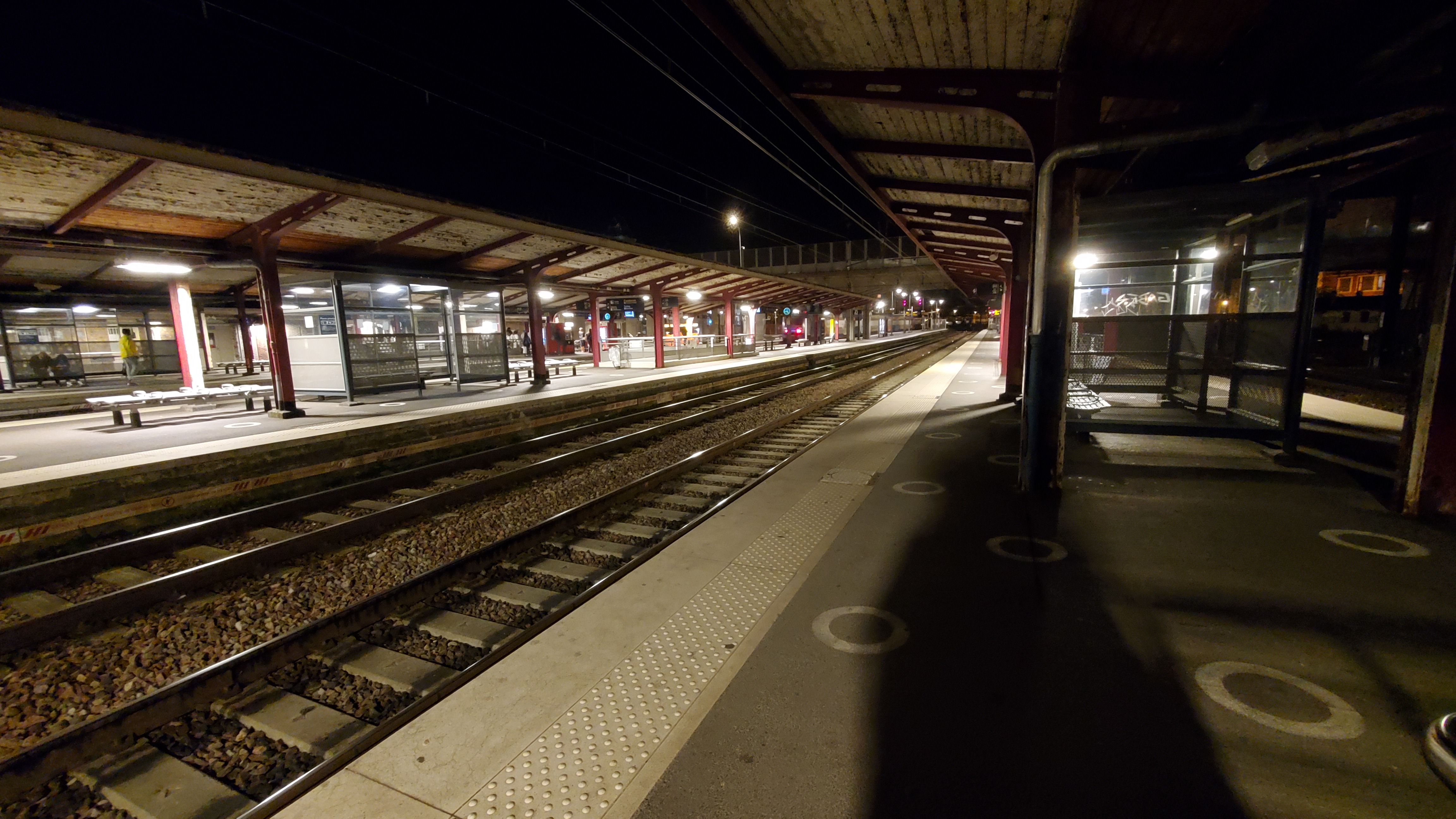
Quais la nuit.

### Desserte
La gare est desservie par les trains des lignes C et D du RER, tous marquant l'arrêt. Elle est le seul point de correspondances entre les réseaux issus de la gare d'Austerlitz et celle de Lyon.
- Via la ligne C, depuis la gare de Juvisy, le temps de trajet est d'environ 27 minutes pour relier la gare de Massy - Palaiseau, 12 minutes pour relier la gare de la Bibliothèque François-Mitterrand et de 31 minutes pour relier la gare du Champ de Mars - Tour Eiffel.
- Via la ligne D, depuis la gare de Juvisy, le temps de trajet est d'environ 25 minutes pour relier la gare de Lyon, de 34 minutes pour relier la gare de Paris-Nord et de 18 minutes pour relier la gare de Corbeil-Essonnes.

À cela s'ajoute le service Ouigo Train Classique, effectuant les liaisons :
- Paris-Austerlitz – Juvisy – Massy - Palaiseau – Versailles-Chantiers – Chartres – Le Mans – Angers-Saint-Laud – Nantes ;
- Paris-Austerlitz – Juvisy – Les Aubrais – Blois - Chambord – Saint-Pierre-des-Corps – Saumur – Angers-Saint-Laud – Nantes ;
- Paris-Austerlitz – Juvisy – Massy - Palaiseau – Versailles-Chantiers – Chartres – Le Mans – Laval – Rennes.

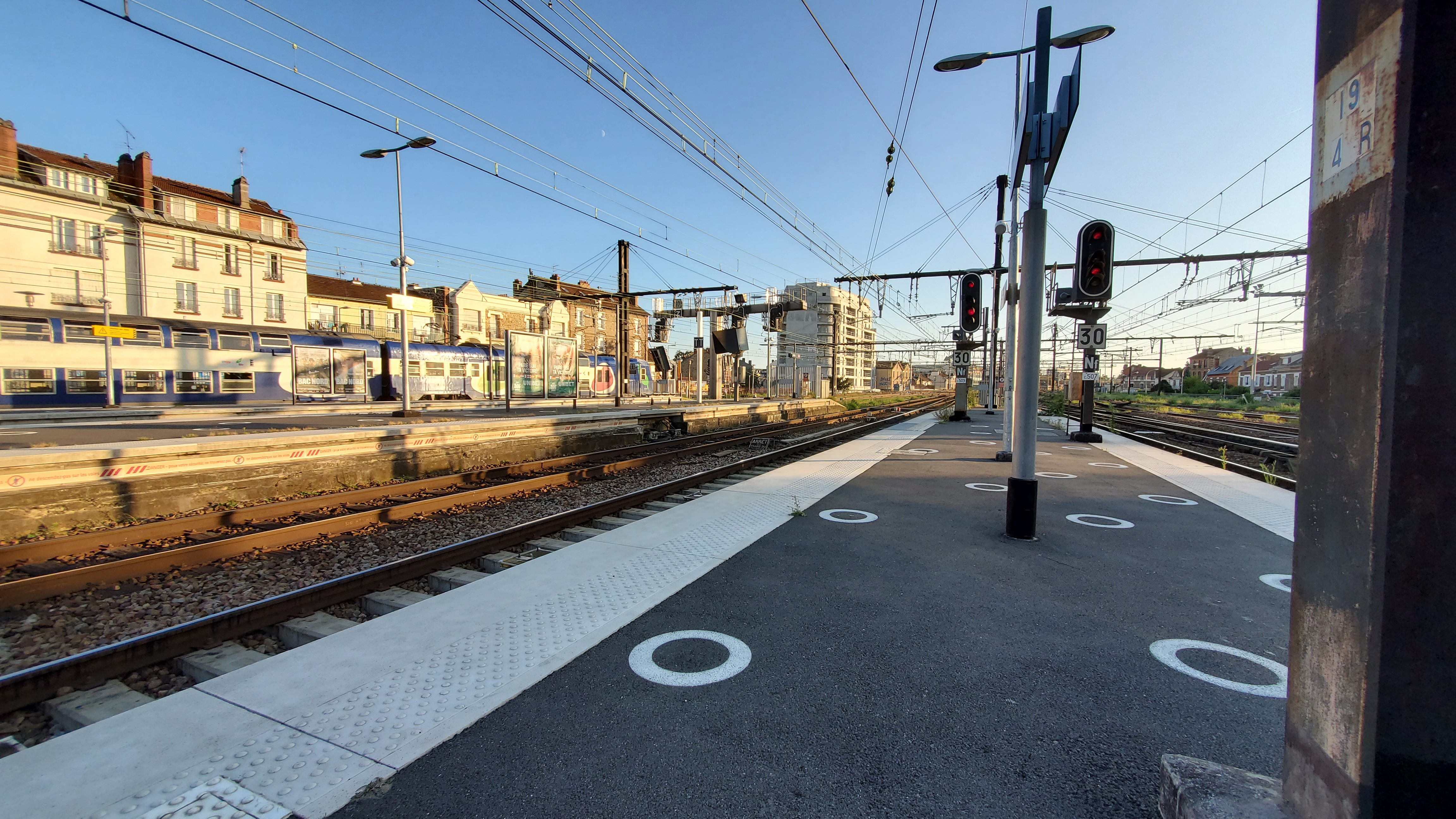
Vue vers Brétigny.
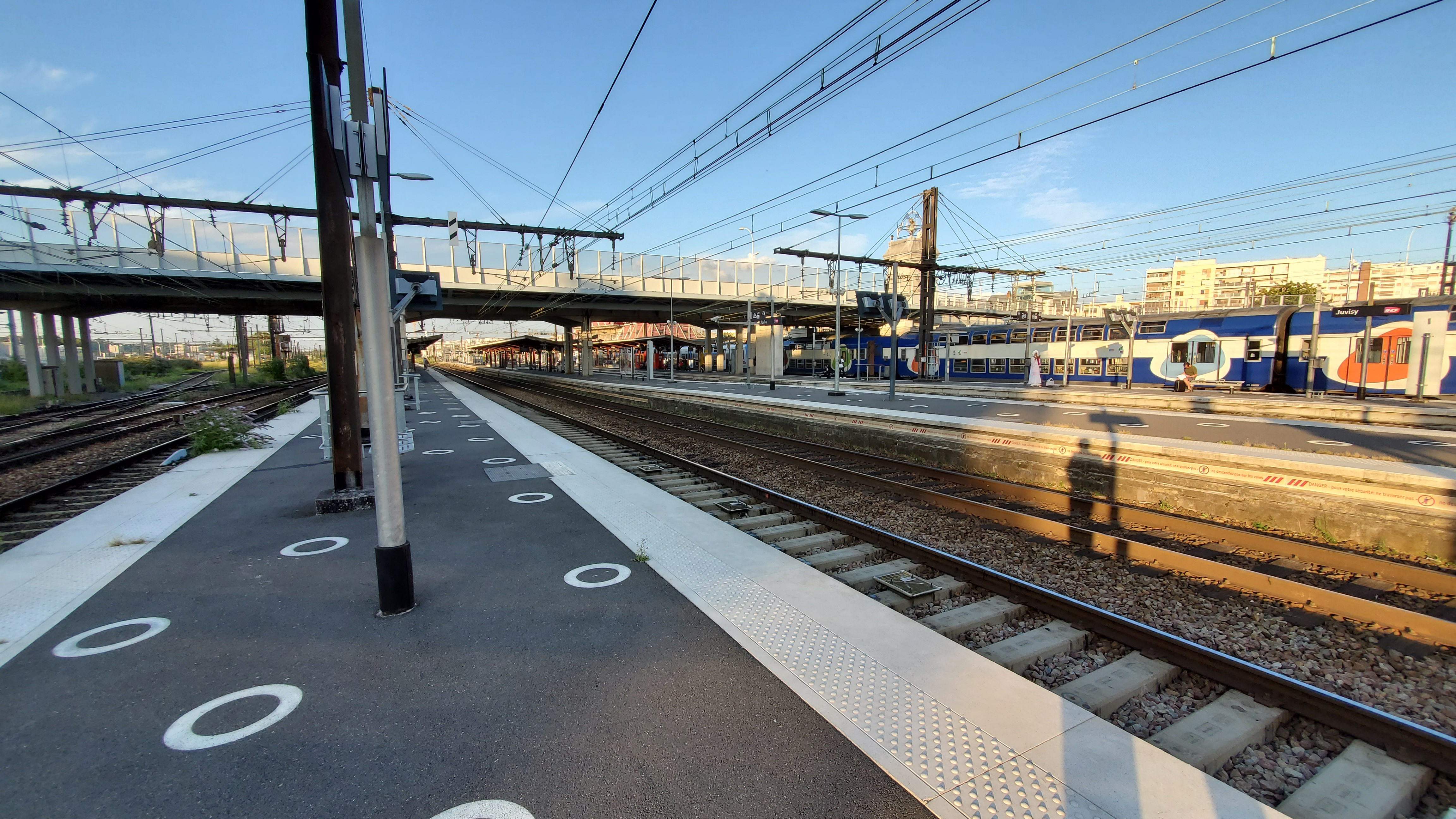
Vue vers Paris.

### Intermodalité
Un parc pour les vélos et des parkings y sont aménagés.
La gare et ses alentours sont reliés aux communes limitrophes par l'intermédiaire des lignes de bus suivantes :
- les lignes 285, 385, 399, 486, 487 et 488 du réseau de bus RATP ;
- les lignes 4114, 4116, 4117, 4118, 4121, 4151, 4157, 4161, et Soirée Draveil du réseau de bus Val d'Yerres Val de Seine ;
- les lignes 4505, 4520, 4523, 4524 du réseau de bus Cœur d'Essonne ;
- les lignes 4205 et 4233 du réseau de bus Évry Centre Essonne ;
- et, la nuit, par les lignes N22, N131, N133, N135 et N139 du réseau Noctilien.

Vélos et bus
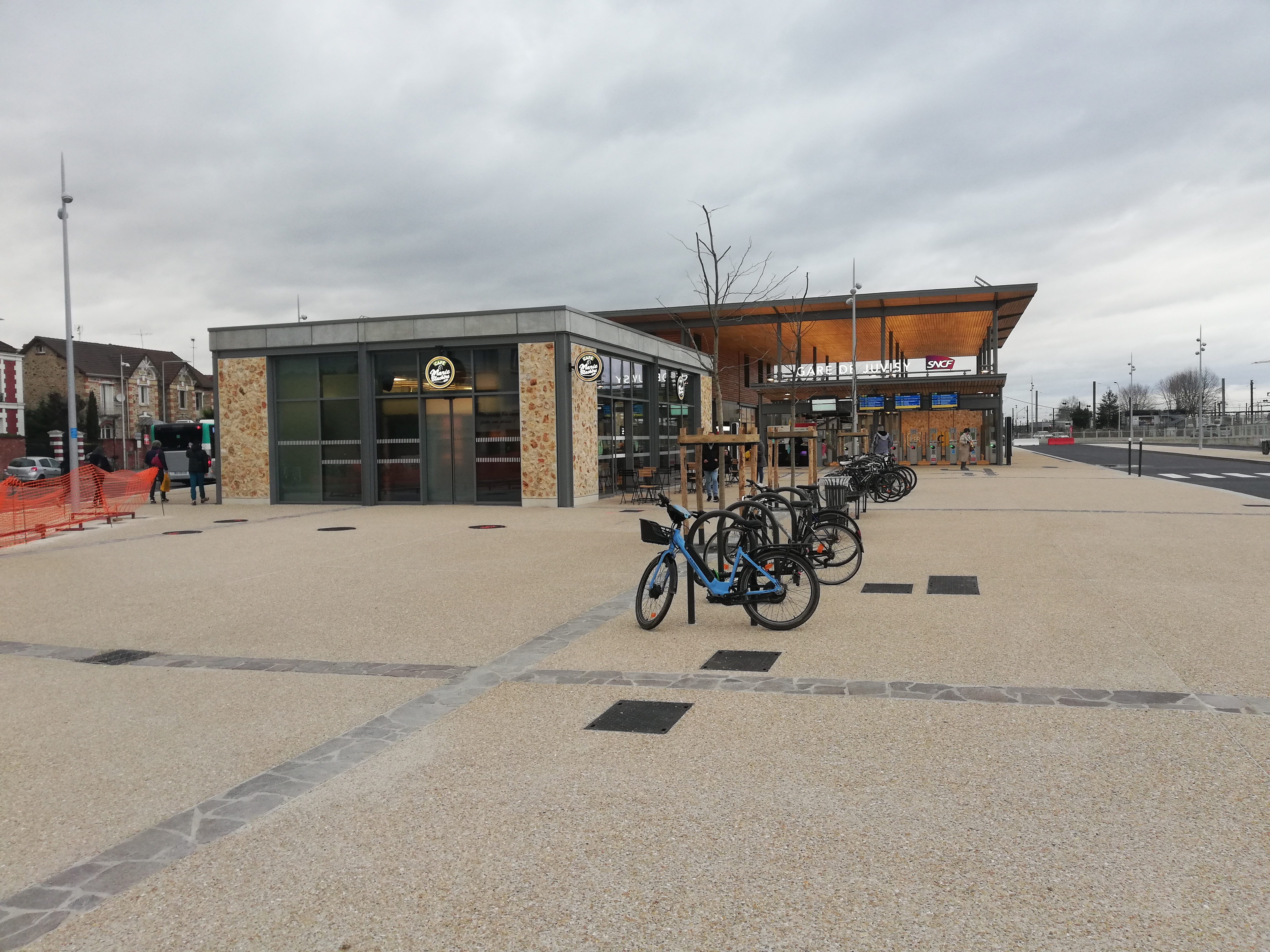
Le parking vélo en 2020.
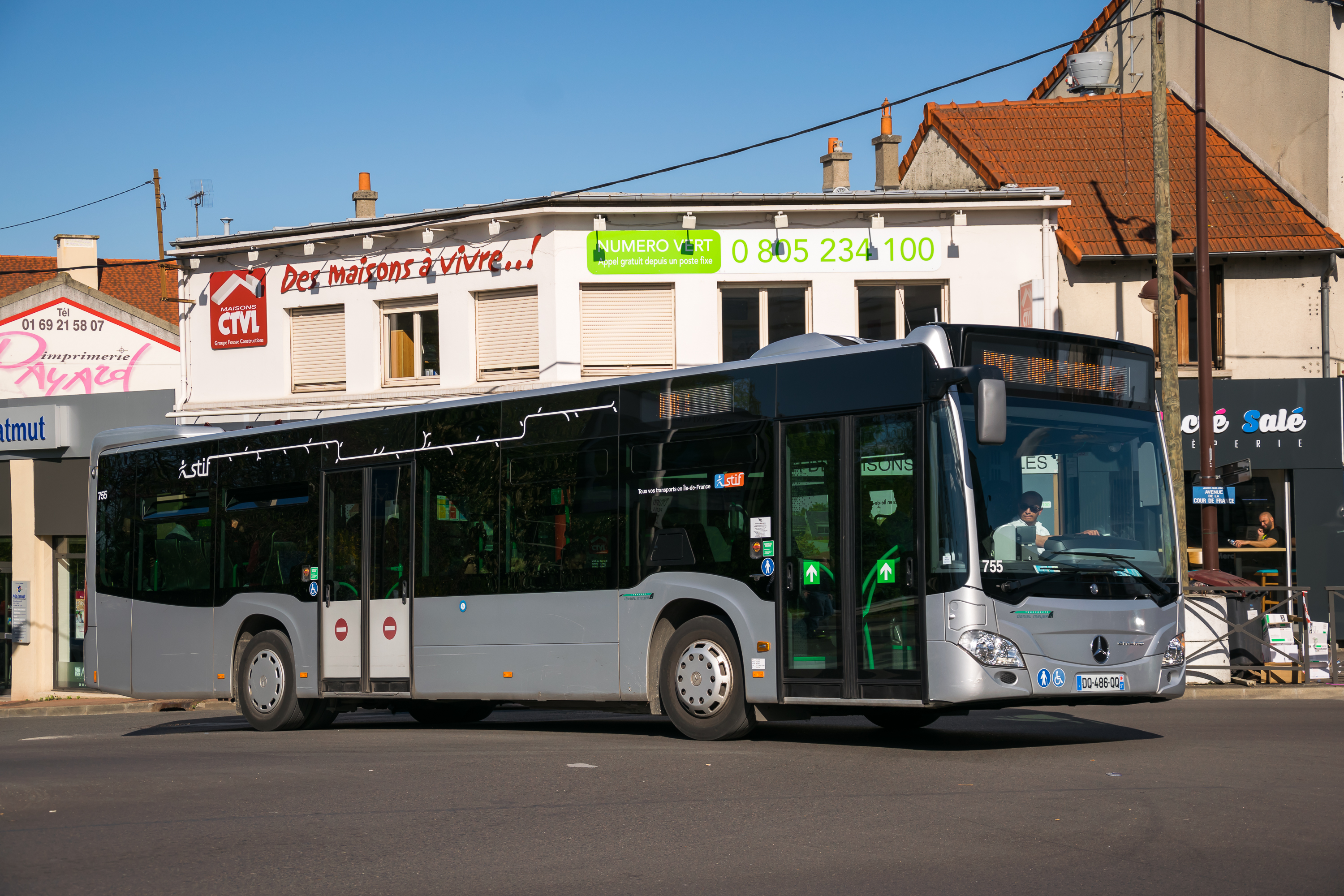
L'ancienne Ligne DM4, exploitée par Keolis Meyer jusqu'en Janvier 2024.

## Service des marchandises
La gare de marchandises de Juvisy est gérée par la plateforme du Bourget-Triage. Elle est ouverte uniquement à des trains massifs en gare.

## Place Banette et Planchon
Le nom de la place de la gare de Juvisy est un hommage à deux cheminots, originaires de Vénissieux (Rhône), qui habitaient à Juvisy dans le quartier de la gare. Le 15 avril 1948, Marcel Banette, le mécanicien, et Louis Planchon, le chauffeur, sont aux commandes d'une locomotive à vapeur d'un train se dirigeant vers Lyon lorsqu'un tube surchauffeur cède en laissant s'échapper un nuage de vapeur bouillante. Les deux hommes réussissent à éviter le déraillement de leur train en gare de L'Arbresle (Rhône) et à l'arrêter avant de mourir de leurs brûlures,.